# Carosello (concombre)
Cucumis melo conv. adzhur · carosello, meloncella, concombre des Pouilles, concombre d'Égypte
Le  concombre des Pouilles est un légume, récolté immature et consommée comme le concombre.
On l'appelle en Italie carosello ou meloncella, et parfois en français: concombre des Pouilles.
C'est une culture traditionnelle des Pouilles, en particulier du Salento, où les écotypes sont nombreux
.
Cultivés au XIXe siècle dans le nord de l'Afrique, ils y étaient connus des francophones sous le nom de concombre d'Egypte.
Espèce
- Cucumis melo L. subsp. melo, conv. adzhur (Pang) Grebensc.
- Cucumis melo L. var. chate (Hasselq.) Filov. ou Sageret

## Dénomination
Cucumis melo L. subsp. melo, conv. adzhur (Pang) Grebensc synonyme de Cucumis melo var. adzhur (une des nombreuses descriptions de Zhukovsky, Turq. Agric. 542. 1933),.
Le groupe adzhur - nom turc utilisé en Anatolie - Cucumis melo var. adzhur est synonyme de Cucumis melo L. var. chate (Hasselq.) Filov. ou Sageret. Grebenščikov, (1986) décrit le groupe et Michel Pitrat (2000) fixe Cucumis chate dans la ligne de l'usage des botanistes. Chate se prononce chaté. Cucumis chate est déjà nommé dans Le Voyages dans le Levant (1769) comme melon d'Egypte, concombre d'Egypte chez le Baron de Morogues (1836), Downy cucumber (Concombre duveteux) en anglais chez John Hill (1765).
En italien, sont employés carosello, carosello salentino, meloncella, spiureddaa et aussi les noms locaux de minunceddhra, cummarazzu (nom du carosello de Manduria), cucumbarazzu, battagliuni à Agrigente, acculazzatu dans la province de Caltanissetta.
Abdalavi, Abdelayi est le nom historique du concombre-melon (Cucumis Chate) en Egypte.

## Histoire
Ces melon-concombres seraient originaires du Proche-Orient, diffusés en Afrique du Nord, Syrie, Israël et en Italie du sud. Le melon chate était cultivé en Basse Egypte il y a 5000 ans, à Sa Osa, en Sardaigne le séquençage (2009) de graines de melon cultivé à faible teneur en sucre datant du bronze final sont celles de melon primitif, forme ancestrale des variétés chate, flexuosus ou ameri, proches des melons d'Afrique du Nord et d'Asie centrale.

L'Italie du sud est un centre de diversité des melons du type concombre. G. Laghetti et al. (2008) les supposent la « dernière relique » d'une plus large population cultivée. Les sources iconographiques proviennent d'Italie et de France. 

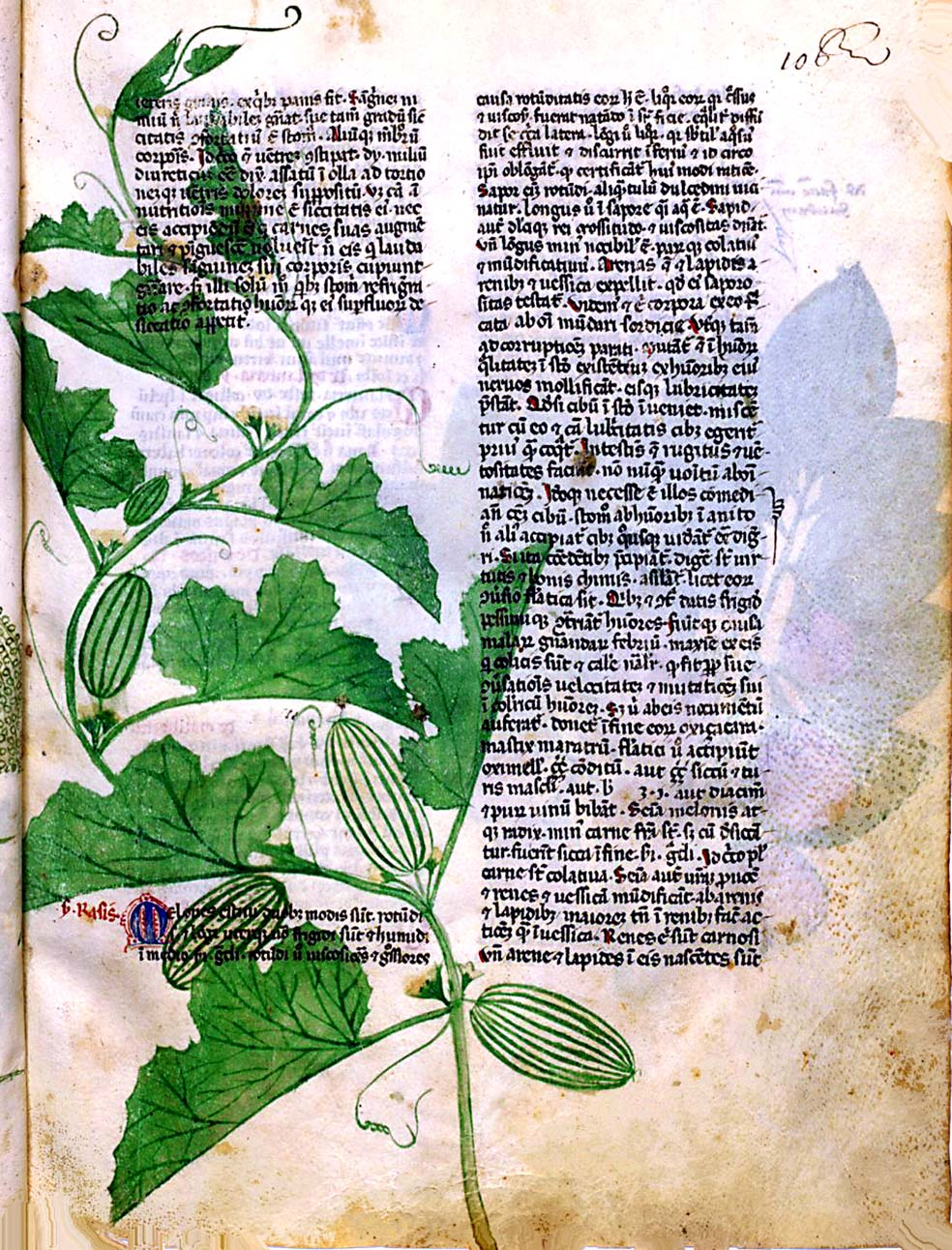
Melon chate vert clair strié dans De Herbis, de Avibus et Piscibus de Manfredus de Monte Imperiali début du XIVe siècle - folio 106r - Bnf

## Description

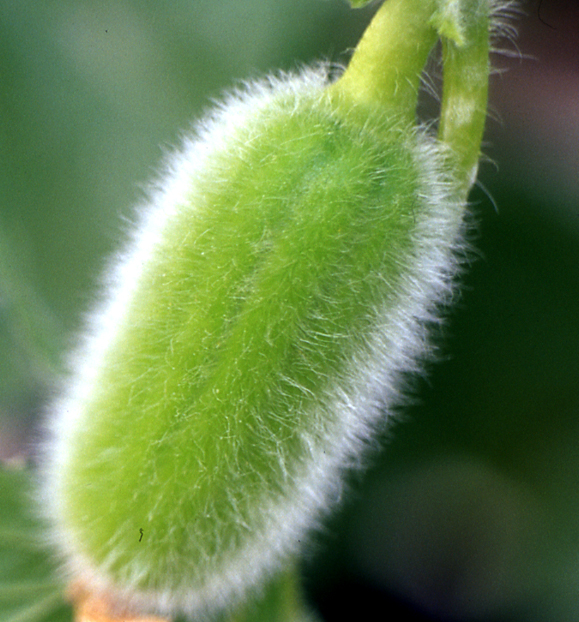
jeune fruit au début du développement

Le fruit a une forme cylindrique aux extrémités arrondies ou pointues, de couleur vert pâle tacheté ou strié vert moyen, avec des poils fins, marqué de côtes plus ou moins profondes. La pulpe du fruit immature est croquante et juteuse.
Il s'agit bien d'un melon avec qui il est interfécond, comme les C. melo il a 2n=24 chromosomes, à la différence du concombre (C. sativus) 2n=14.

### Phylogénie

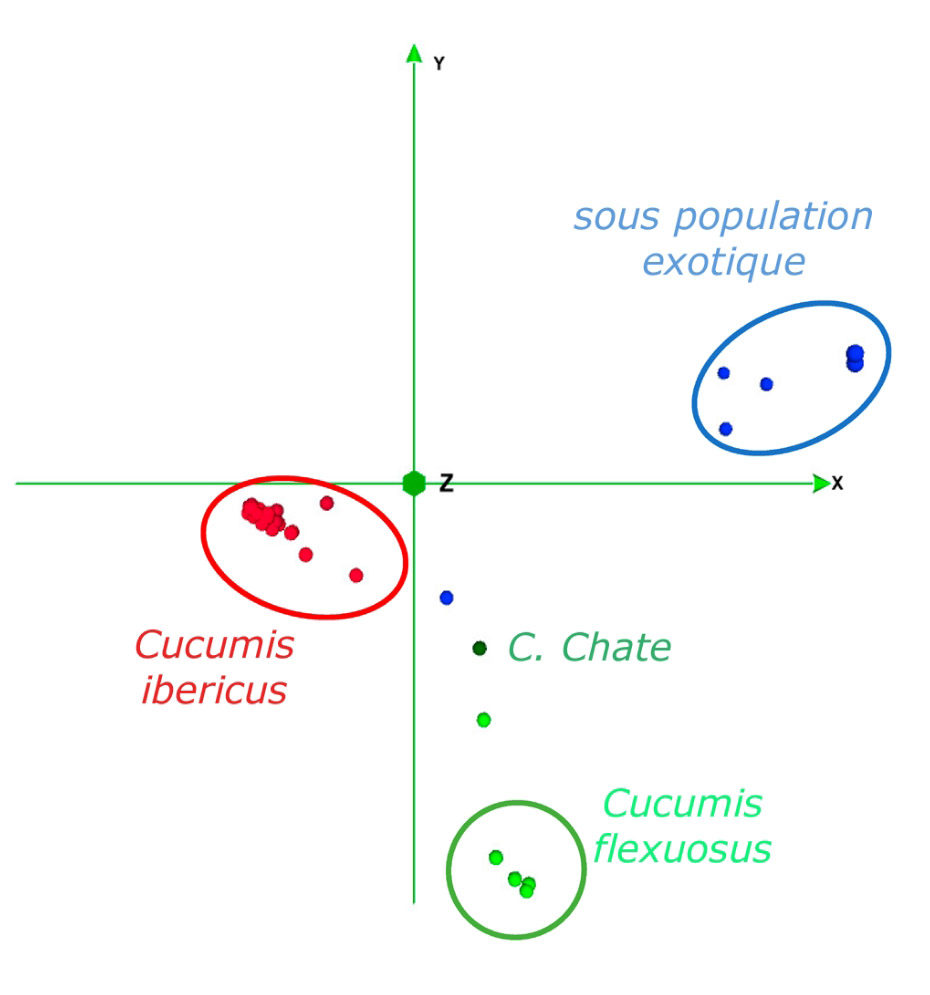
Distances génétiques entre 4 populations espagnoles: les exotiques (groupe Ameri et races locales), les Flexuosus, les Ibéricus et Chate, au centre à égale distance - Alejandro Flores-León 2022.

Chate est différent de Flexuosus, poids et forme du fruit, les phénotypes présentent des similarités (le pH des fruits est égal 4 à 4,7), mais Chate a une teneur en matière sèche plus élevées que Flexuosus (3,1 °brix contre 1,8 à 2,7 °brix), il est plus doux.

### Variétés et cultivars
La diversité variétale est importantes avec de nombreux cultivars locaux :

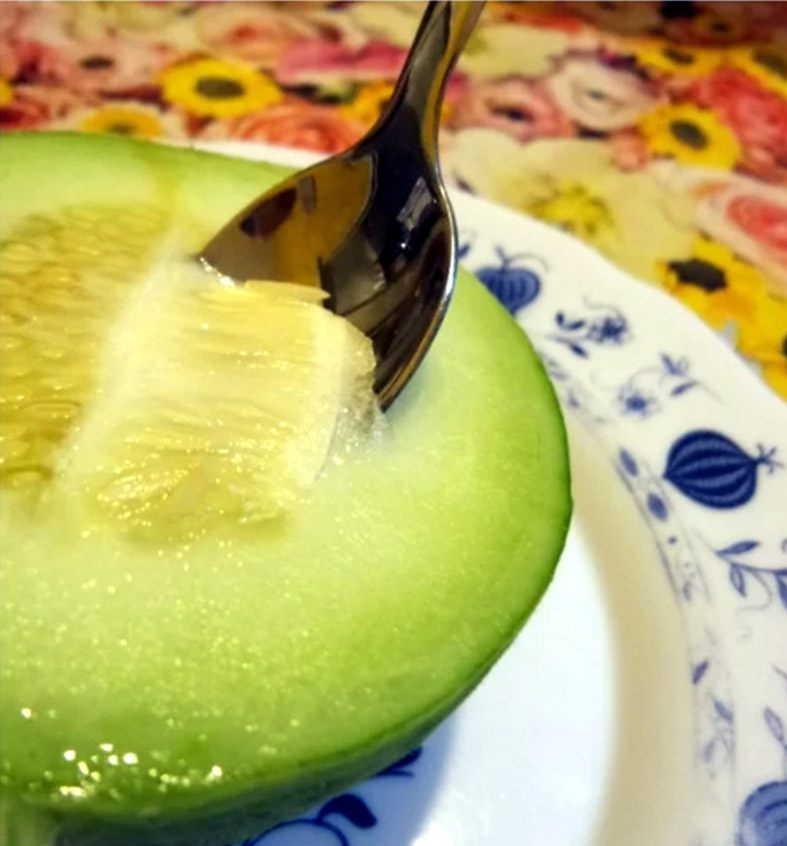
Les graines immatures du Barattiere sont consommées comme caviar vert

- 'Carosello tondo di Manduria' ou 'Carosello di Manduria', région de Brindisi, fruit moyen rond et vert avec des raies claires, maturité en 70 à 80 jours. Slow food qui l'a classé dans l'Arche du Goût cite le 'Manduria Carosello' seervi localement avec de la sauce tomate fraiche[24].
- 'Cucummaro de San Donato', San Donato di Lecce, le fruit est allongé vert clair avec des raies vert foncé, il est précoce (mai, juin)[25], il bénéficie du label PAT (Produits Agroalimentaires Traditionnels) de la Région des Pouilles[26] et sa remise en culture est en cours[27].
- 'Barese', Carosello Bari, Concombre Rond de Barattiére, Concombre carosello scopatizzo[28], scopatizzo de la région de Bari. Le Dizionario in lingua Barese donne pour définition: « idéal pour affronter la chaleur de l'été »[29].
- 'Carosello Barattiere', Concombre Rond des Pouilles[30], le fruit est assez gros (400 à 500 g), cette variétés est l'objet d'une promotion active à l'exportation[31] et de grande culture[32], il est intermédiaire entre concombre et du melon cantaloup de type honeydew, pour sa teneur en sucre[23]. Les sélections locales ont été analysées : Barattiere de Carovigno a 6,8 % de matière séche, Barattiere de Monopoli a une faible teneur en phénols totaux, Barattiere de Fasano est riche en zinc et en cuivre.
- 'Carosello Bianco Leccese' - le blanc de Lecce -  récolté immature, vert clair, entre 150 à 200 g[33] avec un fruit de forme allongée et des poils fins,
- 'Cucummaro de San Donato', concombre melon long, label PAT (Produits Agroalimentaires Traditionnels) de la Région des Pouilles[25],
- 'Meloncella nera de Corigliano d'Otranto', (Province de Lecce), petit et rond, label PAT (Produits Agroalimentaires Traditionnels) de la Région des Pouilles[20],
- 'Meloncella tonda de Galatina', petit fruit rond, peu fréquent[34],
- 'Mezzo Lungo di Polignano', Concombre Demi Long de Polignano[35], un des cultivars les plus anciens au gout le plus marqué, le seul qui peut présenter des notes amères[36].

### Usages
La culture se fait parfois au sol, mais est moins invasive sur treillis ou tuteurs. Le cycle végétatif est de 2 mois, les fruits sont disponibles de mai à octobre.

La meloncella se consomme crue, glacée, en salade. à la croque au sel, avec du fromage. L'Acquasale pugliese est une courte salade de carosello, oignon, tomate, basilic avec huile d'olive et sel sur une tartine de pain grillé.

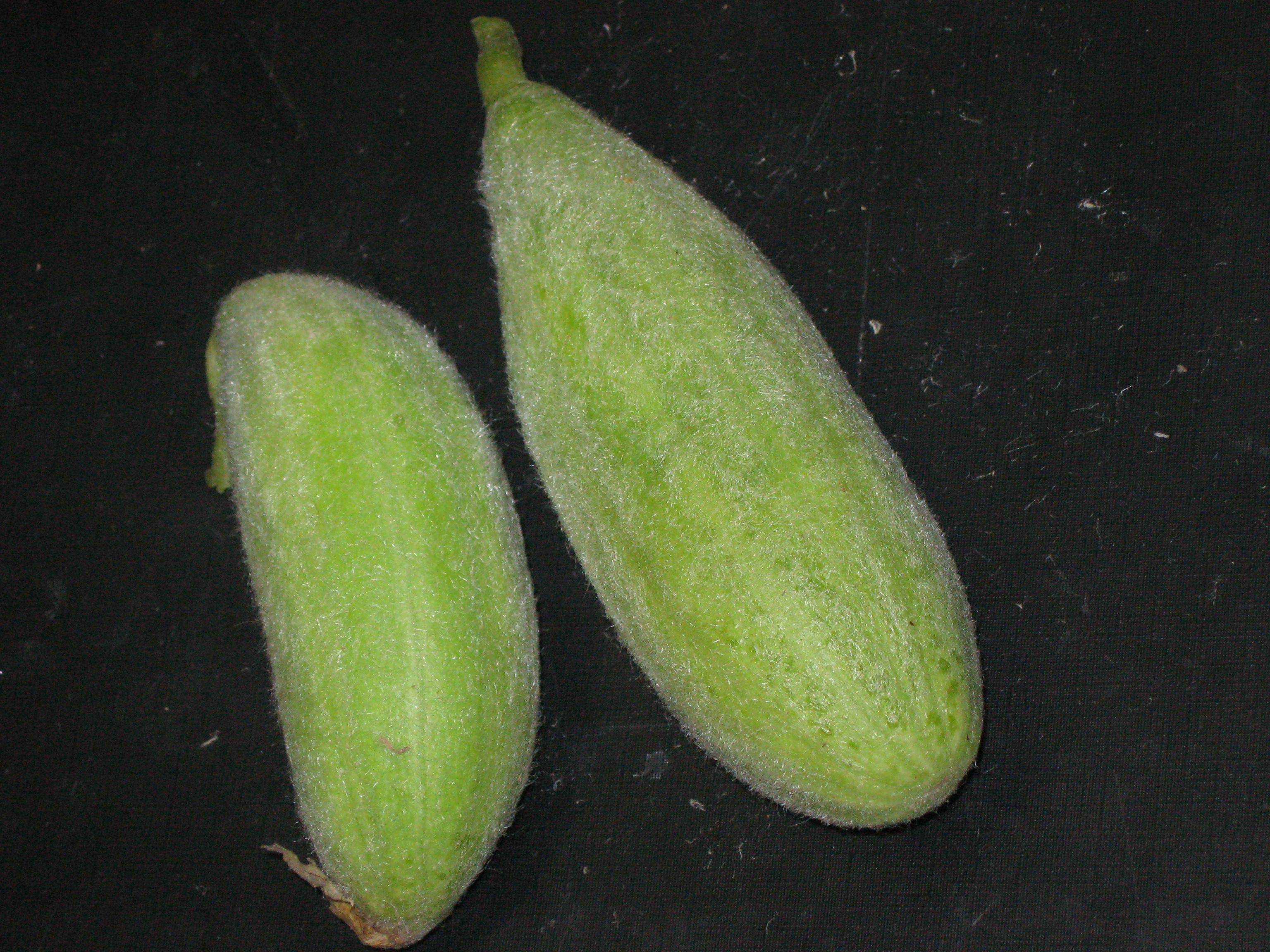
C. melo du groupe Chate synonyme d'Adzhur.

## Anthologie
Par les membres de la section d'agriculture de l'Institut de France. Nouveau cours complet d'agriculture du XIXe siècle Tome 4. Paris, Roret. 1838.

« CHATÉ, ou concombre d'Egypte, abdelavi des Arabes, Cucumis chate, espèce de concombre ou plutôt de melon, dont les Egyptièns et les Arabes cultivent des champs entiers. Dans son pays natal, où ce fruit est regardé comme très-salubre, on assure que, pour le rendre plus agréable, on en écrase la pulpe à l'aide d'un bâton introduit dans une petite ouverture faite au fruit détaché de sa tige; c'est ainsi qu'au bout de quelques jours ils la boivent au lieu de la manger. La plante a le port du melon, mais ses feuilles et ses tiges sont velues, presque cotonneuses, et ses fruits hérissés de poils blancs sont fusiformes ou rétrécis par les deux bouts. La plupart de ces caractères conviennent fort à nos melons sucrins d'Italie, à pulpe très-blanche, très-fondante, remplie d'une eau plus sucrée que vineuse, et qui, mûrissant très-lentement, peuvent être conservés jusqu'au milieu de l'hiver. Mais le châté nouvellement importé réussit rarement sur les couches chaudes des jardins botaniques. Le melon sucrin pourrait être, dans l'origine, une production métisse, ou une race peu-à-peu acclimatée dans l'Europe méridionale; mais il appartient certainement plutôt à l'espèce du Châté qu'à celle du melon. »

## Pages connexes
- Concombre arménien (Cucumis flexuosus), melon-concombre long proche du carosello principalement cultivé dans la Péninsule ibérique et en Afrique du Nord. Concombre de Perse.
- Melon oriental, Melons d'Asie centrale, Melons de la péninsule ibérique, Melons sauvages
- Concombre,